# مارتينا روسوسي
مارتينا روسوسي (بالإيطالية: Martina Rosucci): (من مواليد 9 مايو 1992) لاعبة خط وسط كرة قدم إيطالية. وهي تلعب لفريق يوفنتوس السيدات في دوري الدرجة الأولى الإيطالي للسيدات. وأستدعيت للمنتخب الإيطالي لكرة القدم للسيدات في بطولة أمم أوروبا لكرة القدم للسيدات 2013.

## وصلات خارجية
- مارتينا روسوسي على موقع الاتحاد الدولي (مؤرشف)  (الإنجليزية)
- مارتينا روسوسي على موقع الاتحاد الأوربي (الإنجليزية)
- مارتينا روسوسي على موقع قاعدة بيانات كرة القدم.إي يو (الإنجليزية)
- مارتينا روسوسي على موقع Soccerway.com (الإنجليزية)
- مارتينا روسوسي على موقع عالم كرة القدم.نت (الإنجليزية)
- Profile at soccerway.com
- Profile at worldfootball.net
- Profile at uefa.com
- Profile at soccerdonna.de

(بالألمانية)